# Сологамия
Сологамия (англ. Sologamy) — брак человека с самим собой. Сторонники этой практики считают, что она утверждает собственную ценность индивидуума и ведёт к более счастливой жизни.
Соответствующая этому браку церемония по форме такая же, что и при обычных браках — включает торжественный приём гостей, угощение, поздравления. Сологамия становится распространённой в XXI веке, особенно среди богатых женщин. По состоянию на 2014 год туристическое агентство в Киото предлагало услуги самостоятельных браков для женщин, причём некоторые из них уже побывали замужем, но у них не было свадьбы при первом браке. Широко сообщалось о самостоятельном браке британского фотографа Грейс Гелдер (Grace Gelder) в 2014 году и итальянского тренера по фитнесу Лауры Меси (Laura Mesi) в 2017 году.

## В культуре
- В художественном фильме «Образцовый самец № 2» трансгендерная модель All женится на себе.
- В телесериале Криса Морриса[англ.] «Джем[англ.]» мужчина средних лет женится на себе.
- В телесериале «Хор» персонаж Сью Сильвестр выходит замуж за себя.
- Персонаж Кэрри Брэдшоу в телесериале «Секс в большом городе» тоже выходит замуж за себя.
- В 4-м сезоне телесериала «Бывшие» персонаж Холли Франклин решает выйти замуж за себя.